# Joginder Nagar
Joginder Nagar (lub Jogindernagar) – miasto w północnych Indiach w stanie Himachal Pradesh, w zachodnich Himalajach.
Populacja miasta w 2001 roku wynosiła 5046 mieszkańców.